# Football Club Femminile Como 2000 2013-2014
Questa pagina raccoglie i dati riguardanti il Football Club Femminile Como 2000 Associazione Sportiva Dilettantistica nelle competizioni ufficiali della stagione 2013-2014.

## Stagione
La stagione del Como 2000 si apre a fine agosto con il primo turno di Coppa Italia. Le azzurre sono inserite nel girone D, insieme alle Azalee e al Tradate Abbiate; due vittorie in altrettante partite valgono la qualificazione al secondo turno della manifestazione. Qui, il 15 settembre a Vinovo contro la Juventus Torino, il Como 2000 ottiene una vittoria per 4-2 e il passaggio del turno.
La Serie A parte il 28 settembre con la sfida della 1ª giornata contro l'AGSM Verona, partita terminata in parità (2-2). Il campionato prosegue con la sconfitta esterna col Napoli e il pareggio interno, il secondo, ottenuto con la neopromossa Scalese. Il 20 ottobre, il Como 2000 perde 3-0 a Tavagnacco; una settimana più tardi trova la prima vittoria stagionale in Serie A, grazie all'1-0 casalingo sull'Inter Milano, altra squadra appena salita dalla cadetteria. Il 2 novembre, nella trasferta di Perugia, un gol in extremis permette al Grifo di pareggiare (2-2), il punto consente comunque al Como 2000 di raggiungere il nono posto in classifica. Nelle due seguenti partite, contro Mozzanica e Brescia, arrivano invece due nette sconfitte che riportano le azzurre ai margini della zona salvezza.

## Divise e sponsor
Per la stagione 2013-2014 il Como 2000 utilizza la tradizionale divisa azzurra. La maglia da trasferta è bianca con maniche azzurre.

## Organigramma societario
Dati tratti dal sito ufficiale della società.
Area direttiva
- Presidente: Antonio Aquilini
- Vicepresidente: Martino Brumana
- Direttore generale: Silvano Cozza

Area organizzativa
- Dirigente accompagnatore: Elena Cecchetto
- Collaboratore: Gabriele Lasala

Area tecnica
- Allenatore: Mario Manzo
- Massaggiatore: Andrea Romanzin
- Medico sociale: Patrizio Fusetti
- Fisioterapista: Andrea Bianchi
- Preparatore atletico: Fabio Scali

## Rosa
Rosa e ruoli, tratti dal sito ufficiale della società, sono aggiornati alla fine del campionato..
| N. |                   | Ruolo | Calciatrice          |
| -- | ----------------- | ----- | -------------------- |
|    | Italia (bandiera) | P     | Marisa Gorno         |
|    | Italia (bandiera) | P     | Alessia Piazza       |
|    | Italia (bandiera) | D     | Rita Bertoni         |
|    | Italia (bandiera) | D     | Annalisa Bianchi     |
|    | Italia (bandiera) | D     | Ana Carolina Cannone |
|    | Italia (bandiera) | D     | Federica Clerici     |
|    | Italia (bandiera) | D     | Elena Maschio        |
|    | Italia (bandiera) | D     | Benedetta Meroni     |
|    | Italia (bandiera) | D     | Giada Oliviero       |
|    | Italia (bandiera) | D     | Francesca Tagini     |
|    | Italia (bandiera) | C     | Elena Cascarano      |
|    | Italia (bandiera) | C     | Aurelia Del Vecchio  |

| N. |                   | Ruolo | Calciatrice          |
| -- | ----------------- | ----- | -------------------- |
|    | Italia (bandiera) | C     | Laura Fusetti (C)    |
|    | Italia (bandiera) | C     | Martina Galletti     |
|    | Italia (bandiera) | C     | Sara Maiorano        |
|    | Italia (bandiera) | C     | Michela Pellizzoni   |
|    | Italia (bandiera) | C     | Federica Ubbiali     |
|    | Italia (bandiera) | C     | Marta Zanini         |
|    | Italia (bandiera) | A     | Valentina Bianchessi |
|    | Italia (bandiera) | A     | Giulia Cattaneo      |
|    | Italia (bandiera) | A     | Francesca Cavaliere  |
|    | Italia (bandiera) | A     | Caterina Magatti     |
|    | Italia (bandiera) | A     | Denise Mazzola       |
|    | Italia (bandiera) | A     | Agnese Ricco         |

## Risultati

### Serie A

#### Girone di andata
| Arbitro: | Alessandro Maninetti (Lovere) |

|                         |           |                                 |
| Mazzola 16’ Clerici 65’ | Marcatori | 73’ (rig.) Gabbiadini 87’ Mason |

| Arbitro: | Festa (Avellino) |

|                |           |  |
| Filippozzi 61’ | Marcatori |  |

| Arbitro: | Giordano (Novara) |

|              |           |         |
| Cattaneo 32’ | Marcatori | 34’ Zoi |

| Arbitro: | Marco Ceolin (Treviso) |

|                                    |           |  |
| Brumana 31’ Parisi 39’ Zuliani 79’ | Marcatori |  |

| Arbitro: | Cusanno (Chivasso) |

|           |           |  |
| Ricco 57’ | Marcatori |  |

| Arbitro: | Marco Rossetti (Ancona) |

|                      |           |                           |
| Natalizi 34’, 90'+3’ | Marcatori | 51’ Maiorano 63’ Cattaneo |

| Arbitro: | De Luca (Reggio nell'Emilia) |

|                                                    |           |  |
| Giacinti 13’ Dossi 54’ Piccinno 62’, 90’ Mauri 79’ | Marcatori |  |

| Arbitro: | Daniele Alibrandi (Alessandria) |

|  |           |                                          |
|  | Marcatori | 2’, 31’ Sabatino 21’ Girelli 83’ Tarenzi |

| Arbitro: | Riccardo Pelagatti (Livorno) |

|                                                                        |           |           |
| Ferrati 13’ Razzolini 19’ Corsiani 47’ Adami 65’ Salvatori Rinaldi 75’ | Marcatori | 10’ Ricco |

| Arbitro: | Jacopo Fumagalli (Cremona) |

|                  |           |          |
| Mazzola 12’, 47’ | Marcatori | 75’ Boni |

| Arbitro: | Ludwig Raus (Brescia) |

|                               |           |                       |
| Paroni 17’, 34’ Cavallini 56’ | Marcatori | 37’ Bertoni 41’ Ricco |

| Arbitro: | Matteo Paggiola (Legnago) |

|                                     |           |  |
| Mazzola 60’ Cascarano 70’ Ricco 72’ | Marcatori |  |

| Arbitro: | Filippo Bonassoli (Bergamo) |

|                                                         |           |  |
| Maendly 5’ Piacezzi 8’, 73’ Conti 33’, 53’ Marchese 90’ | Marcatori |  |

| Arbitro: | Massimiliano Bonomo (Milano) |

|  |           |                                                 |
|  | Marcatori | 15’ Mendes 30’ Petralia 80’ Caccamo 90’ Baldini |

| Arbitro: | Federico Pragliola (Terni) |

|                            |           |  |
| Coluccini 29’ Fracassi 92’ | Marcatori |  |

#### Girone di ritorno
| Arbitro: | Andrea Casadei (Cesena) |

|                                                             |           |           |
| Ramera 32’ Mason 34’, 54’ Lagonia 48’ Gabbiadini 86’ (rig.) | Marcatori | 19’ Ricco |

| Arbitro: | Mauro Cusanno (Chivasso) |

|               |           |              |
| Cascarano 74’ | Marcatori | 39’ Giuliano |

| Arbitro: | Mario Gallione (La Spezia) |

|  |           |                         |
|  | Marcatori | 25’ Cascarano 46’ Ricco |

| Arbitro: | Paolo Zucca (Lomellina) |

|  |           |                            |
|  | Marcatori | 70’ GCamporese 65’ Bonetti |

| Arbitro: | Alessandro Nista (La Spezia) |

|            |           |  |
| Baresi 25’ | Marcatori |  |

| Arbitro: | Michele Giordano (Novara) |

|                |           |               |
| Pellizzoni 58’ | Marcatori | 75’ Saravalle |

| Arbitro: | Matteo Paggiola (Legnago) |

|                       |           |  |
| Ricco 22’ Mazzola 49’ | Marcatori |  |

| Arbitro: | Niccolò Panozzo (Castelfranco Veneto) |

|                               |           |  |
| Sabatino 29’, 87’ Girelli 72’ | Marcatori |  |

| Arbitro: | Daniele Alibrandi (Alessandria) |

|             |           |             |
| Mazzola 90’ | Marcatori | 78’ Ferrati |

| Arbitro: | Daniele Perenzoni (Rovereto) |

|  |           |              |
|  | Marcatori | 85’ Cattaneo |

| Arbitro: | Matteo Antonio Scordo (Novara) |

|  |           |                                  |
|  | Marcatori | 47’, 58’ Cavallini 73’ Giugliano |

| Arbitro: | Mattia Dal Pan (Belluno) |

|           |           |                |
| Zanon 70’ | Marcatori | 78’ Pellizzoni |

| Arbitro: | Alessandro Rosami (Carrara) |

|  |           |                                      |
|  | Marcatori | Panico Maendly Iannella Fuselli Tona |

| Arbitro: | Stefano Camilli (Foligno) |

|                     |           |  |
| Petralia 52’ (rig.) | Marcatori |  |

| Arbitro: | Enrico Maggio (Lodi) |

|           |           |  |
| Ricco 75’ | Marcatori |  |

#### Play-out
| Arbitro: | Giorgio Ravera (Lodi) |

|  |           |                  |
|  | Marcatori | 57’, 86’ Mazzola |

### Coppa Italia
| Arbitro: | Pinchetti (Sesto San Giovanni) |

|                            |           |                                            |
| Biassoni 52’ Congalati 70’ | Marcatori | 16’ Cattaneo 20’ Bianchessi 90'+1’ Clerici |

| Arbitro: | Bonassoli (Bergamo) |

|                            |           |  |
| Clerici 15’ Bianchessi 45’ | Marcatori |  |

| Vinovo 15 settembre 2013, ore 15:30 CEST Secondo turno                                          | Juventus Torino | 2 – 4 referto                           | Como 2000 | Campo Chisola |
| \| \| \| \| \| Moretti 33’ Gueli 50’ \| Marcatori \| 25’, 47’ Ricco 46’ Maiorano 48’ Clerici \| |                 |                                         |           |               |
|                                                                                                 |                 |                                         |           |               |
| Moretti 33’ Gueli 50’                                                                           | Marcatori       | 25’, 47’ Ricco 46’ Maiorano 48’ Clerici |           |               |

| Ponte Lambro 11 dicembre 2013, ore 14:30 CEST Terzo turno | Como 2000 | 1 – 2 | Inter Milano | Stadio Comunale |

## Statistiche

### Statistiche di squadra
| Competizione | Punti | In casa | In casa | In casa | In casa | In casa | In casa | In trasferta | In trasferta | In trasferta | In trasferta | In trasferta | In trasferta | Totale | Totale | Totale | Totale | Totale | Totale | DR  |
| Competizione | Punti | G       | V       | N       | P       | Gf      | Gs      | G            | V            | N            | P            | Gf           | Gs           | G      | V      | N      | P      | Gf     | Gs     | DR  |
| ------------ | ----- | ------- | ------- | ------- | ------- | ------- | ------- | ------------ | ------------ | ------------ | ------------ | ------------ | ------------ | ------ | ------ | ------ | ------ | ------ | ------ | --- |
| Serie A      | 28    | 15      | 5       | 5       | 5       | 15      | 27      | 15           | 2            | 2            | 11           | 10           | 38           | 30     | 7      | 7      | 16     | 25     | 65     | -40 |
| Coppa Italia | -     | 2       | 1       | 0       | 1       | 3       | 2       | 2            | 2            | 0            | 0            | 7            | 4            | 4      | 3      | 0      | 1      | 10     | 6      | +4  |
| Totale       | -     | 17      | 6       | 5       | 6       | 18      | 29      | 17           | 4            | 2            | 11           | 17           | 42           | 34     | 10     | 7      | 17     | 35     | 71     | -36 |

### Andamento in campionato
| Giornata  | 1 | 2  | 3  | 4  | 5  | 6 | 7  | 8  | 9 | 10 | 11 | 12 | 13 | 14 | 15 | 16 | 17 | 18 | 19 | 20 | 21 | 22 | 23 | 24 | 25 | 26 | 27 | 28 | 29 | 30 |
| --------- | - | -- | -- | -- | -- | - | -- | -- | - | -- | -- | -- | -- | -- | -- | -- | -- | -- | -- | -- | -- | -- | -- | -- | -- | -- | -- | -- | -- | -- |
| Luogo     | C | T  | C  | T  | C  | T | C  | T  | C | T  | T  | C  | T  | C  | C  | T  | C  | T  | C  | T  | C  | T  | C  | T  | C  | T  | C  | T  | C  | C  |
| Risultato | N | P  | N  | P  | V  | N | P  | P  | P | V  | P  | V  | P  | P  | P  | P  | N  | V  | P  | P  | N  | V  | P  | N  | V  | P  | N  | P  | P  | V  |
| Posizione | 9 | 10 | 10 | 10 | 10 | 9 | 10 | 11 |   |    |    |    |    |    |    |    |    |    |    |    |    |    |    |    |    |    |    |    |    | 11 |

Fonte: Calciodonne.it
Legenda:

Luogo: C = Casa; T = Trasferta. Risultato: V = Vittoria; N = Pareggio; P = Sconfitta.

### Statistiche delle giocatrici
Presenze e reti sono aggiornate al 16 novembre 2013.
| Giocatore      | Serie A  | Serie A | Serie A     | Serie A    | Coppa Italia | Coppa Italia | Coppa Italia | Coppa Italia | Totale   | Totale | Totale      | Totale     |
| Giocatore      | Presenze | Reti    | Ammonizioni | Espulsioni | Presenze     | Reti         | Ammonizioni  | Espulsioni   | Presenze | Reti   | Ammonizioni | Espulsioni |
| -------------- | -------- | ------- | ----------- | ---------- | ------------ | ------------ | ------------ | ------------ | -------- | ------ | ----------- | ---------- |
| R. Bertoni     | 17       | 1       | 1           | 0          | 0            | 0            | .            | .            | 17       | 1      | 1           | 0          |
| V. Bianchessi  | 7        | 0       | 0           | 0          | 2            | 2            | .            | .            | 9        | 2      | 0           | 0          |
| A. Bianchi     | 0        | 0       | 0           | 0          | 0            | 0            | .            | .            | 0        | 0      | 0           | 0          |
| M. Caminada    | 0        | 0       | 0           | 0          | 1            | -2           | .            | .            | 1        | -2     | 0           | 0          |
| A.C. Cannone   | 21       | 0       | 5           | 0          | 1            | 0            | .            | .            | 22       | 0      | 5           | 0          |
| E. Cascarano   | 29       | 3       | 4           | 0          | 3            | 0            | .            | .            | 32       | 3      | 4           | 0          |
| G. Cattaneo    | 24       | 3       | 3           | 1          | 3            | 1            | .            | .            | 27       | 4      | 3           | 1          |
| F. Cavaliere   | 22       | 0       | 0           | 0          | 3            | 0            | .            | .            | 25       | 0      | 0           | 0          |
| F. Clerici     | 22       | 1       | 0           | 0          | 3            | 3            | .            | .            | 25       | 4      | 0           | 0          |
| A. Del Vecchio | 16       | 0       | 1           | 1          | 1            | 0            | .            | .            | 17       | 0      | 1           | 1          |
| L. Fusetti     | 29       | 0       | 5           | 0          | 3            | 0            | .            | .            | 32       | 0      | 5           | 0          |
| M. Galletti    | 4        | 0       | 0           | 0          | 1            | 0            | .            | .            | 5        | 0      | 0           | 0          |
| M. Gorno       | 22       | -41     | 1           | 0          | 0            | 0            | .            | .            | 22       | -41    | 1           | 0          |
| M. Guimaraes   | 0        | 0       | 0           | 0          | 1            | 0            | .            | .            | 1        | 0      | 0           | 0          |
| C. Magatti     | 1        | 0       | 0           | 0          | 0            | 0            | .            | .            | 1        | 0      | 0           | 0          |
| S. Maiorano    | 15       | 1       | 0           | 0          | 1            | 1            | .            | .            | 16       | 2      | 0           | 0          |
| E. Maschio     | 0        | 0       | 0           | 0          | 1            | 0            | .            | .            | 1        | 0      | 0           | 0          |
| D. Mazzola     | 28       | 6       | 2           | 1          | 2            | 0            | .            | .            | 30       | 6      | 2           | 1          |
| B. Meroni      | 3        | 0       | 0           | 0          | 2            | 0            | .            | .            | 5        | 0      | 0           | 0          |
| A. Moro        | 0        | 0       | 0           | 0          | 0            | 0            | .            | .            | 0        | 0      | 0           | 0          |
| S. Nigretti    | 0        | 0       | 0           | 0          | 2            | 0            | .            | .            | 2        | 0      | 0           | 0          |
| G. Oliviero    | 28       | 0       | 0           | 0          | 2            | 0            | .            | .            | 30       | 0      | 0           | 0          |
| M. Pellizzoni  | 13       | 2       | 2           | 0          | 0            | 0            | .            | .            | 13       | 2      | 2           | 0          |
| A. Piazza      | 10       | -24     | 0           | 1          | 2            | -2           | .            | .            | 12       | -26    | 0           | 1          |
| A. Ricco       | 20       | 8       | 1           | 0          | 2            | 2            | .            | .            | 22       | 10     | 1           | 0          |
| F. Tagini      | 29       | 0       | 3           | 0          | 2            | 0            | .            | .            | 31       | 0      | 3           | 0          |
| F. Ubbiali     | 21       | 0       | 4           | 0          | 2            | 0            | .            | .            | 23       | 0      | 4           | 0          |
| M. Zanini      | 29       | 0       | 6           | 1          | 0            | 0            | .            | .            | 29       | 0      | 6           | 1          |